# 10134 Joycepenner
10134 Joycepenner è un asteroide della fascia principale. Scoperto nel 1993, presenta un'orbita caratterizzata da un semiasse maggiore pari a 2,1962911 au e da un'eccentricità di 0,1445393, inclinata di 7,52479° rispetto all'eclittica.